# Aeroportul Maamigili
Aeroportul Maamigili (IATA: VAM, ICAO: VRMV) este un aeroport din Maldive ce deservește zona Maamingili⁠(d).
Situat la o altitudine de 2 m, aeroportul dispune de 1 pistă.

## Infrastructură

### Piste
Aeroportul dispune de o singură pistă. Pista are orientarea 09/27. 